# Clypeodrepanus digitatus
Clypeodrepanus digitatus là một loài bọ cánh cứng trong họ Bọ hung (Scarabaeidae).